# Ira Murchison
Ira James Murchison (Chicago, 6 februari 1933 - Harvey, 18 maart 1994) was een Amerikaans atleet.

## Biografie
Murchison evenaarde in de aanloop naar de Olympische Zomerspelen 1956 meerdere malen het wereldrecord op de 100 meter
Tijdens de Olympische Zomerspelen 1956 werd Murchison vierde op de 100 meter. Op de 4x100 meter werd de Amerikaanse ploeg olympisch kampioen in een wereldrecord.

## Titels
- Olympisch kampioen 4 x 100 m - 1956

## Persoonlijke records
| Onderdeel | Prestatie      | Datum           | Plaats  |
| --------- | -------------- | --------------- | ------- |
| 100 m     | 10,1 s (ex-WR) | 4 augustus 1956 | Berlijn |

## Palmares

### 100m
- 1956: 4e OS - 10,6 s

### 4 x 100 m
- 1956:  OS - 39,5 s

1912: Jacobs, Macintosh, d'Arcy, Applegarth ·
1920: Paddock, Scholz, Murchison, Kirksey ·
1924: Clarke, Hussey, Leconey, Murchison ·
1928: Wykoff, Quinn, Borah, Russell ·
1932: Kiesel, Toppino, Dyer, Wykoff ·
1936: Owens, Metcalfe, Draper, Wykoff ·
1948: Ewell, Wright, Dillard, Patton ·
1952: Smith, Dillard, Remigino, Stanfield ·
1956: Murchison, King, Baker, Morrow ·
1960: Cullmann, Hary, Mahlendorf, Lauer ·
1964: Drayton, Ashworth, Stebbins, Hayes ·
1968: Greene, Pender, Smith, Hines ·
1972: Black, Taylor, Tinker, Hart ·
1976: Glance, Jones, Hampton, Riddick ·
1980: Moeravjov, Sidorov, Prokofjev, Aksinin ·
1984: Graddy, Brown, Smith, Lewis ·
1988: Bryzgin, Krylov, Moeravjov, Savin ·
1992: Marsh, Burrell, Mitchell, Lewis ·
1996: Esmie, Gilbert, Surin, Bailey ·
2000: Drummond, Williams, Lewis, Greene ·
2004: Gardener, Campbell, Devonish, Lewis-Francis ·
2008: Bledman, Burns, Callender, Thompson ·
2012: Carter, Frater, Blake, Bolt ·
2016: Powell, Blake, Ashmeade, Bolt ·
2020: Desalu, Jacobs, Patta, Tortu ·
2024: Brown, Blake, Rodney, De Grasse